# Leopold von Knobloch
Leopold von Knobloch (* 27. Mai 1887 in Sudnicken; † 29. November 1968 in Hannover) war ein deutscher Verwaltungsjurist.

## Leben

### Herkunft
Sein Großvater war der Landrat Arthur von Knobloch (* 5. März 1825; † 15. Februar 1901). Seine Eltern waren der Leutnant Paul Arthur Harry von Knobloch und dessen Ehefrau Beatrice Dahse (* 29. August 1863), eine Tochter des französischen Konsuls Charles Dahse und der Kate Fowler.

### Werdegang
Leopold von Knobloch studierte an der Georg-August-Universität Göttingen Rechtswissenschaft. 1906 wurde er Mitglied des Corps Saxonia Göttingen. Nach dem Studiums und dem Referendariat legte er 1913 das Regierungsassessor-Examen ab. Seine Laufbahn im preußischen Staatsdienst begann er beim Landratsamt in Heydekrug. Im Herbst 1914 wurde er Fahnenjunker im Kürassier-Regiment Nr. 3, kam an der Ostfront zum Einsatz und wurde bereits im Oktober 1914 aus gesundheitlichen Gründen wieder aus dem Militärdienst entlassen. Anschließend wurde er Regierungsassessor beim Landrat in Königsberg und in Fischhausen und 1915 bei der Regierung in Gumbinnen. 1918 wurde er zum Regierungsrat beim Oberpräsidium Königsberg befördert.
1925 wurde von Knobloch zum Landrat des Landkreises Stallupönen ernannt. Im Mai 1934 wurde er von den nationalsozialistischen Machthabern in den einstweiligen Ruhestand versetzt. Im folgenden Juli wurde er zur Regierung in Königsberg überwiesen. Später kam er zur Regierung in Allenstein. Während des Zweiten Weltkriegs gehörte er 1940 dem Verwaltungsstab des Militärbefehlshaber Frankreich an. Nach dem Kriegsende kam er über Rügen und Greifswald nach Hannover, wo er 1968 verstarb. Er war verheiratet mit Doris von Schleußner-Teistimmen.
Die Vertriebenen-Kreisgemeinschaft Stallupönen-Ebenrode ehrte ihn mit der Ernennung zum Kreisältesten.